# Expresso II
 Expresso II  is het elfde album van de Brits/Franse spacerockband Gong. Het album verscheen in 1978 en kan ook gezien worden als een album van Pierre Moerlen's Gong.

## Nummers
1. Heavy Tune (Phil Miller) - 6:22
2. Golden Dilemma (HR) - 4:51
3. Sleepy (MB) - 7:17
4. Soli (HR) - 7:37
5. Boring (MB) - 6:23
6. Three Blind Mice (BM) - 4:47

## Musici
- Pierre Moerlen - slagwerk, vibrafoon, xylofoon, klokkenspel, pauken, bellen
- Hansford Rowe - basgitaar, gitaar
- Mireille Bauer - vibrafoon, marimba
- Benoît Moerlen - vibrafoon, marimba, xylofoon, percussie,

Met medewerking van:
- François Causse – conga’s
- Allan Holdsworth - gitaar
- Bon Lozaga - gitaar
- Darryl Way - viool
- Mick Taylor - gitaar